# Anguillara Veneta
Anguillara Veneta är en kommun i provinsen Padova i regionen Veneto, omkring 45 km från staden Venedig och 30 km från staden Padua. Kommuen hade 4 289 invånare (2018), på en areal av 21,67 km². Grannkommunerna är Agna, Bagnoli di Sopra, Boara Pisani, Cavarzere, Pozzonovo, Rovigo, San Martino di Venezze och Tribano.